# El latido del miedo
El Latido del Miedo es el nombre del disco del grupo Ktulu lanzado en 1998.
Está compuesto por temas del disco Confrontación usando sonidos propios del techno. Todos los temas están remezclados por Ktulu, J. Al andalus y Frans Beltran.
Con este disco Ktulu abandona el thrash metal clásico y empieza a mezclarlo con música techno.

## Canciones
1. El Latido del Miedo (Versión Album) 02:54
2. Lado Oscuro (MIH) Def 06:41
3. Mekanismo-Latido-K-L-Ö-N 05:03
4. Delirium-Espazial-Tremens 04:03
5. Biocontaminación Digital 04:08
6. In.Justicia? 04:19
7. Delirium Tremens (Versión Hard-Core) 05:32
8. Justicia (Versión Química) 03:30
9. Biocontaminación (Analógica) 05:04